# Balâtre
Balâtre és un municipi francès al departament del Somme (regió dels Alts de França). L'any 2007 tenia 84 habitants.

## Demografia

### Població
El 2007 la població de fet de Balâtre era de 84 persones. Hi havia 32 famílies de les quals 8 eren unipersonals (8 dones vivint soles i 8 dones vivint soles), 12 parelles sense fills i 12 parelles amb fills.
La població ha evolucionat segons el següent gràfic:

### Habitatges
El 2007 hi havia 39 habitatges, 32 eren l'habitatge principal de la família, 5 eren segones residències i 2 estaven desocupats. 36 eren cases i 3 eren apartaments. Dels 32 habitatges principals, 25 estaven ocupats pels seus propietaris i 7 estaven llogats i ocupats pels llogaters; 1 tenia una cambra, 3 en tenien dues, 6 en tenien tres, 5 en tenien quatre i 17 en tenien cinc o més. 27 habitatges disposaven pel capbaix d'una plaça de pàrquing. A 15 habitatges hi havia un automòbil i a 14 n'hi havia dos o més.

### Piràmide de població
La piràmide de població per edats i sexe el 2009 era:
| Homes | Edats   | Dones |
| ----- | ------- | ----- |
| 0     | 95 o +  | 0     |
| 0     | 90 a 94 | 0     |
| 0     | 85 a 89 | 0     |
| 0     | 80 a 84 | 0     |
| 0     | 75 a 79 | 0     |
| 4     | 70 a 74 | 0     |
| 4     | 65 a 69 | 0     |
| 0     | 60 a 64 | 4     |
| 0     | 55 a 59 | 0     |
| 0     | 50 a 54 | 0     |
| 0     | 45 a 49 | 0     |
| 8     | 40 a 44 | 8     |
| 0     | 35 a 39 | 4     |
| 4     | 30 a 34 | 0     |
| 0     | 25 a 29 | 4     |
| 4     | 20 a 24 | 0     |
| 4     | 15 a 19 | 0     |
| 4     | 10 a 14 | 4     |
| 0     | 5 a 9   | 0     |
| 0     | 0 a 4   | 0     |

## Economia
El 2007 la població en edat de treballar era de 56 persones, 40 eren actives i 16 eren inactives. De les 40 persones actives 35 estaven ocupades (23 homes i 12 dones) i 5 estaven aturades (1 home i 4 dones). De les 16 persones inactives 2 estaven jubilades, 4 estaven estudiant i 10 estaven classificades com a «altres inactius».
Activitats econòmiques
Dels 2 establiments que hi havia el 2007, 1 era d'una empresa extractiva i 1 d'una empresa de fabricació d'altres productes industrials.
L'any 2000 a Balâtre hi havia tres explotacions agrícoles que ocupaven un total de 264 hectàrees.

## Poblacions properes

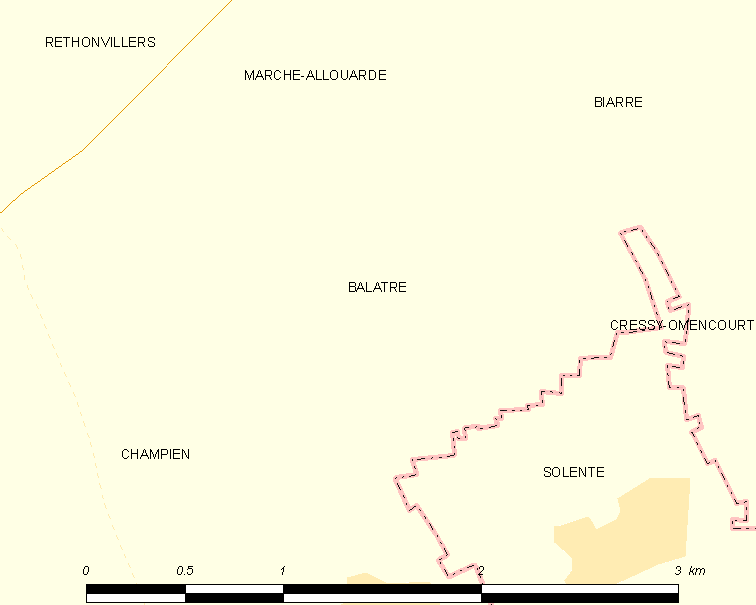
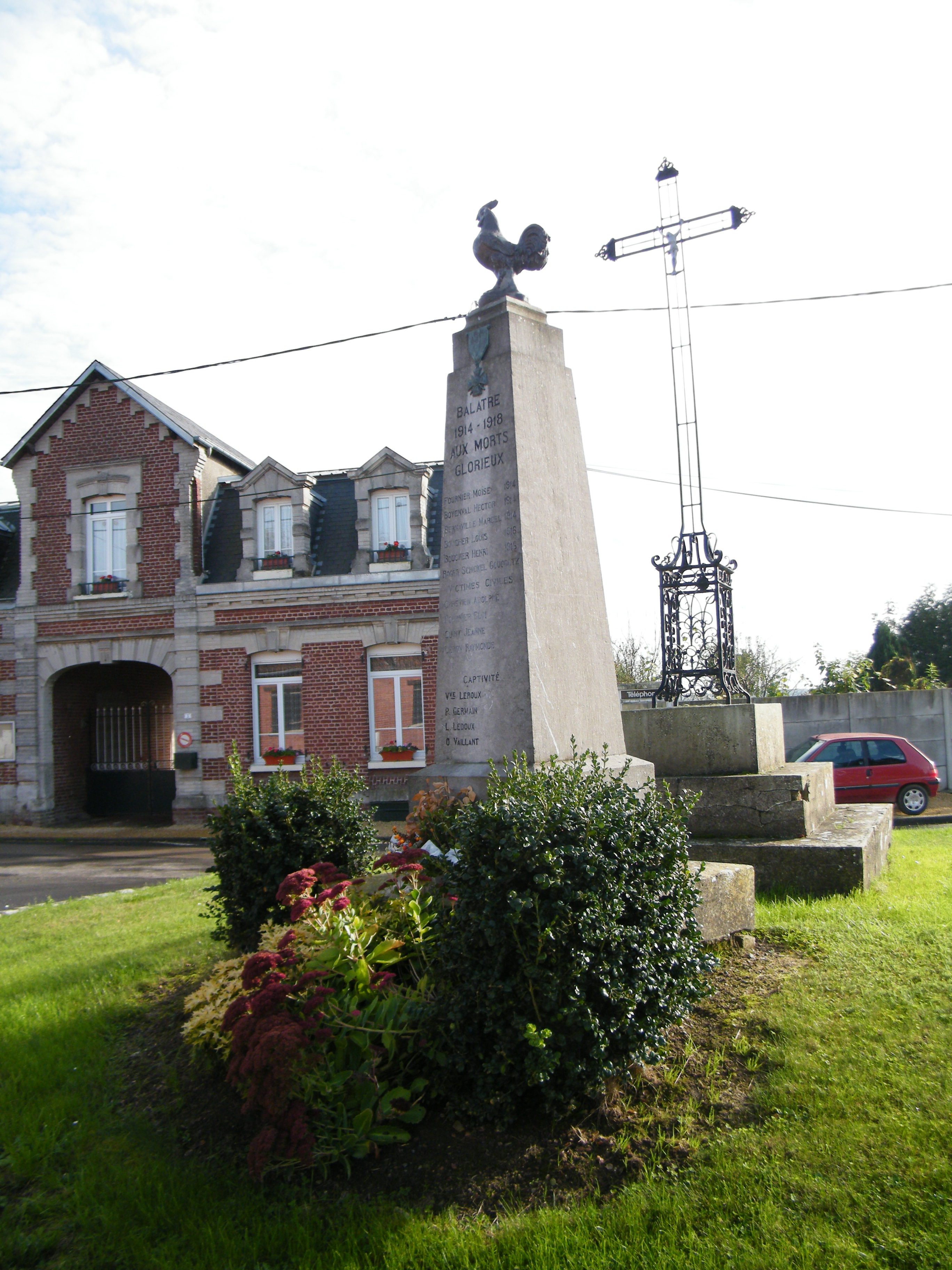
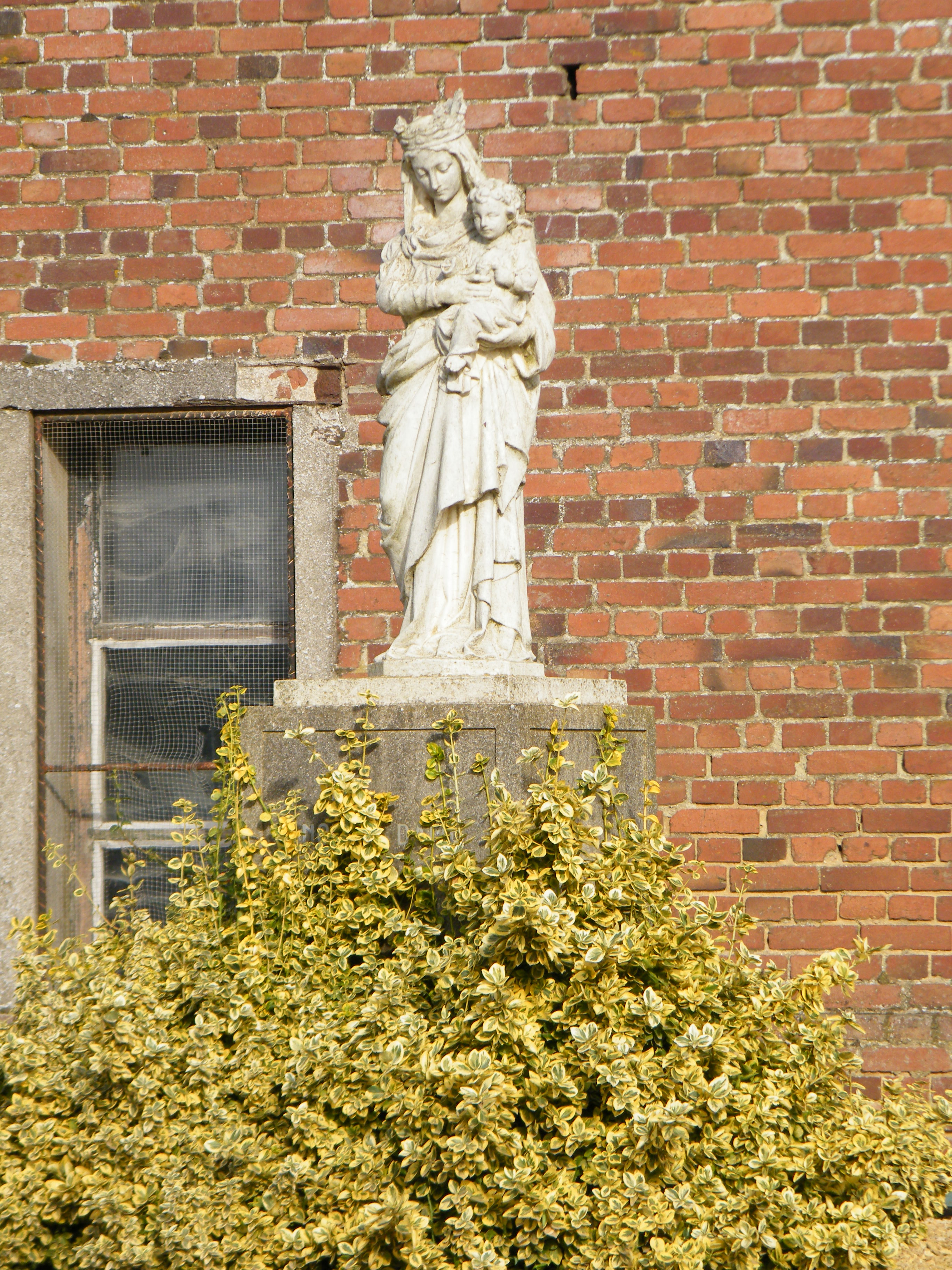

El següent diagrama mostra les poblacions més properes.